# Kolovrat (musikgrupp)
Kolovrat är ett ryskt nynazistiskt vit makt-band som spelar så kallad "Rock Against Communism" (RAC), emellanåt med inslag av akustiskt framförd rock och ballader.

## Om bandet
Kolovrat är ett av Rysslands mer ökända vit makt-band, och har funnits sedan 1994. De har släppt ett tiotal album och har en längre diskografi bestående av live-spelningar, singlar och tributer. 
Bandnamnet är ett äldre ord för en slavisk solhjul-symbol ur förkristen slavisk hedendom och mytologi,[källa behövs] och var ursprungligen solguden Svarogs symbol. I modern tid har den jämförts med svastikan och liknats vid en slavisk svastika då den blivit förknippad med olika östeuropeiska nynazister, rasideologer, fascistgrupper och högerextremister som började använda den. Den kan trots det ibland fortsatt förekomma i opolitiska eller politiskt moderata panslaviska sammanhang (ej sällan hedniska kulturella/religiösa sådana).

## Källförteckning
1. ↑  Zuev, Denis (2013-01). ”The Russian March: Investigating the Symbolic Dimension of Political Performance in Modern Russia” (på engelska). Europe-Asia Studies 65 (1):  sid. 120. doi:10.1080/09668136.2012.738800. ISSN 0966-8136. http://www.tandfonline.com/doi/abs/10.1080/09668136.2012.738800. Läst 21 april 2024.